# Superpuchar Polski w piłce siatkowej mężczyzn (2015)
Superpuchar Polski w piłce siatkowej mężczyzn 2015 – czwarta edycja rozgrywek o Superpuchar Polski rozegrana 28 października 2015 roku w hali widowiskowo-sportowej Arena w Poznaniu, zorganizowana przez Profesjonalną Ligę Piłki Siatkowej (PLPS). W meczu o Superpuchar udział wzięły dwa kluby: mistrz Polski w sezonie 2014/2015 - Asseco Resovia Rzeszów oraz zdobywca Pucharu Polski 2015 - Lotos Trefl Gdańsk.
Po raz pierwszy zdobywcą Superpucharu Polski został Lotos Trefl Gdańsk.
MVP spotkania wybrany został przyjmujący Mateusz Mika.

## Drużyny uczestniczące
| Drużyna                | Osiągnięcia w sezonie 2014/2015 |
| ---------------------- | ------------------------------- |
| Asseco Resovia Rzeszów | mistrzostwo Polski              |
| Lotos Trefl Gdańsk     | zdobycie Pucharu Polski         |

## Mecz
Środa, 28 października 2015 – 20:30 (UTC+1) • Hala widowiskowo-sportowa Arena, Poznań
Widzów: 4852
Czas trwania meczu: 125 minut
Sędziowie: Waldemar Kobienia i Paweł Ignatowicz
| Asseco Resovia Rzeszów | 2:3                                        | Lotos Trefl Gdańsk |
| Bartosz Kurek 31 pkt   | (23:25, 18:25, 25:23, 25:22, 12:15) raport | Murphy Troy 18 pkt |

| Poz.                 | Nr | Zawodnik           | 1        | 2        | 3        | 4        | 5        | Pkt |
| -------------------- | -- | ------------------ | -------- | -------- | -------- | -------- | -------- | --- |
| A                    | 1  | Bartosz Kurek      | 7 cztery | 7 cztery | 7 cztery | 7 cztery | 7 cztery | 31  |
| Ś                    | 6  | Dawid Dryja        | 9 sześć  | 9 sześć  | 9 sześć  | 9 sześć  | 9 sześć  | 8   |
| Ś                    | 9  | Dmytro Paszycki    | 6 trzy   | 6 trzy   | 6 trzy   | 6 trzy   | 6 trzy   | 15  |
| R                    | 11 | Fabian Drzyzga     | 4 jeden  | 4 jeden  | 4 jeden  | 4 jeden  | 4 jeden  | 1   |
| P                    | 14 | Aleksander Śliwka  | 5 dwa    | 2 zmiana | 5 dwa    | 5 dwa    | 5 dwa    | 8   |
| P                    | 17 | Nikołaj Penczew    | 8 pięć   | 5 dwa    | 8 pięć   | 4 pusty  | 4 pusty  | 3   |
| L                    | 18 | Damian Wojtaszek   | L        | L        | L        | L        | L        |     |
| Zmiany               |    |                    |          |          |          |          |          |     |
| R                    | 5  | Lukáš Ticháček     |          | 2 zmiana |          | 4 pusty  | 4 pusty  |     |
| P                    | 7  | / Olieg Achrem     | 2 zmiana | 8 pięć   | 2 zmiana | 8 pięć   | 8 pięć   | 3   |
| A                    | 10 | Jochen Schöps      | 2 zmiana | 2 zmiana | 2 zmiana | 2 zmiana | 4 pusty  | 1   |
| Nie weszli na boisko |    |                    |          |          |          |          |          |     |
| Ś                    | 4  | Piotr Nowakowski   |          |          |          | 4 pusty  | 4 pusty  |     |
| P                    | 8  | Julien Lyneel      |          |          |          | 4 pusty  | 4 pusty  |     |
| L                    | 16 | Krzysztof Ignaczak |          |          |          | 4 pusty  | 4 pusty  |     |
| Trener               |    |                    |          |          |          |          |          |     |
| Andrzej Kowal        |    |                    |          |          |          |          |          |     |

| Poz.                 | Nr | Zawodnik             | 1        | 2        | 3        | 4        | 5        | Pkt |
| -------------------- | -- | -------------------- | -------- | -------- | -------- | -------- | -------- | --- |
| Ś                    | 2  | Wojciech Grzyb       | 4 jeden  | 9 sześć  | 4 jeden  | 9 sześć  | 7 cztery | 10  |
| R                    | 5  | Marco Falaschi       | 5 dwa    | 4 jeden  | 5 dwa    | 4 jeden  | 8 pięć   | 5   |
| P                    | 9  | Sebastian Schwarz    | 9 sześć  | 8 pięć   | 9 sześć  | 8 pięć   | 6 trzy   | 13  |
| Ś                    | 10 | Bartosz Gawryszewski | 7 cztery | 6 trzy   | 7 cztery | 6 trzy   | 4 jeden  | 12  |
| A                    | 11 | Murphy Troy          | 8 pięć   | 7 cztery | 8 pięć   | 7 cztery | 5 dwa    | 18  |
| P                    | 15 | Mateusz Mika         | 6 trzy   | 5 dwa    | 6 trzy   | 5 dwa    | 9 sześć  | 13  |
| L                    | 3  | Piotr Gacek          | L        | L        | L        | L        | L        |     |
| Zmiany               |    |                      |          |          |          |          |          |     |
| R                    | 4  | Przemysław Stępień   |          |          |          | 2 zmiana | 4 pusty  |     |
| A                    | 7  | Damian Schulz        |          |          |          | 2 zmiana | 4 pusty  | 1   |
| P                    | 17 | Miłosz Hebda         |          |          | 2 zmiana | 2 zmiana | 2 zmiana | 1   |
| P                    | 19 | Kamil Dębski         | 2 zmiana | 2 zmiana | 2 zmiana | 4 pusty  | 4 pusty  | 1   |
| Nie weszli na boisko |    |                      |          |          |          |          |          |     |
| Ś                    | 12 | Artur Ratajczak      |          |          |          | 4 pusty  | 4 pusty  |     |
| L                    | 18 | Mateusz Czunkiewicz  |          |          |          | 4 pusty  | 4 pusty  |     |
| Trener               |    |                      |          |          |          |          |          |     |
| Andrea Anastasi      |    |                      |          |          |          |          |          |     |

## Statystyki meczowe
| RES | STATYSTYKI        | GDA |
| 103 | MAŁE PUNKTY       | 110 |
| 55  | ATAK              | 57  |
| 10  | BLOK              | 12  |
| 5   | SERWIS            | 5   |
| 33  | BŁĘDY PRZECIWNIKA | 36  |

## Wyjściowe ustawienie drużyn
| Drzyzga Śliwka Paszycki Kurek Penczew Dryja Wojtaszek Grzyb Falaschi Mika Gawryszewski Troy Schwarz Gacek |